# Liga de Tailandia 2024-25
La Liga de Tailandia 2024-25 fue la 28.ª temporada de la Liga de Tailandia, la más importante liga profesional tailandesa de clubes de fútbol, desde su creación en 1996. Un total de 16 equipos compitieron en la liga. La temporada comenzó el 9 de agosto de 2024 y terminó el 30 de abril de 2025.
El Buriram United fue el campeón defensor, mientras que los ascendidos a la máxima categoría fueron el Nakhon Ratchasima, Nongbua Pitchaya y Rayong.

## Equipos participantes
| Club                 | Entrenador           | Ciudad              | Estadio                                   | Capacidad |
| -------------------- | -------------------- | ------------------- | ----------------------------------------- | --------- |
| Bangkok United       | Totchtawan Sripan    | Pathum Thani        | Estadio Thammasat                         | 19 375    |
| BG Pathum United     | Anthony Hudson       | Pathum Thani        | Estadio Leo                               | 10 000    |
| Buriram United       | Osmar Loss           | Buriram             | Chang Arena                               | 32 600    |
| Chiangrai United     | Worawut Wangsawad    | Chiang Rai          | Estadio Singha                            | 13 000    |
| Khon Kaen United     | Patipat Rorbru       | Khon Kaen           | Estadio Provincial de Khon Kaen           | 7000      |
| Lamphun Warriors     | Alexandre Gama       | Lamphun             | Estadio del 700.º Aniversario             | 25 000    |
| Muangthong United    | Gino Lettieri        | Nonthaburi          | Estadio Thunderdome                       | 12 500    |
| Nakhon Pathom United | Thongchai Sukkoki    | Nakhon Pathom       | Estadio de la Escuela Deportiva Municipal | 6000      |
| Nakhon Ratchasima    | Teerasak Po-on       | Nakhon Ratchasima   | Estadio 80º Aniversario                   | 24 641    |
| Nongbua Pitchaya     | Sukrit Yothee        | Nongbua Lamphu      | Estadio Pitchaya                          | 6000      |
| Port                 | Choketawee Promrut   | Bangkok             | Estadio PAT                               | 6000      |
| Prachuap             | Sasom Pobprasert     | Prachuap Khiri Khan | Estadio Sam Ao                            | 5000      |
| Ratchaburi           | Worrawoot Srimaka    | Ratchaburi          | Estadio Parque Solar Dragón               | 10 000    |
| Rayong               | Jukkapant Punpee     | Rayong              | Estadio Provincial de Rayong              | 7500      |
| Sukhothai            | Aktaporn Chalitaporn | Sukhothai           | Estadio Thung Thalay Luang                | 8000      |
| Uthai Thani          | Miloš Joksić         | Uthai Thani         | Estadio Provincial de Uthai Thani         | 4477      |

## Desarrollo

### Tabla de posiciones
| Pos. | Equipo                   | Pts. | PJ | G  | E  | P  | GF | GC | Dif. | Clasificación 2025-26                      |
| ---- | ------------------------ | ---- | -- | -- | -- | -- | -- | -- | ---- | ------------------------------------------ |
| 1    | Buriram United (C)       | 70   | 30 | 22 | 4  | 4  | 92 | 20 | +72  | Fase de liga de la Liga de Campeones Élite |
| 2    | Bangkok United           | 69   | 30 | 21 | 6  | 3  | 63 | 30 | +33  | Play-off de la Liga de Campeones Élite     |
| 3    | BG Pathum United         | 53   | 30 | 15 | 8  | 7  | 47 | 34 | +13  | Fase de liga de la Liga de Campeones 2     |
| 4    | Ratchaburi Mitr Phol     | 52   | 30 | 15 | 7  | 8  | 65 | 47 | +18  | Fase de liga de la Liga de Campeones 2     |
| 5    | Port                     | 48   | 30 | 13 | 9  | 8  | 52 | 39 | +13  |                                            |
| 6    | Muangthong United        | 45   | 30 | 13 | 6  | 11 | 46 | 39 | +7   |                                            |
| 7    | PT Prachuap              | 44   | 30 | 12 | 8  | 10 | 49 | 39 | +10  |                                            |
| 8    | Lamphun Warriors         | 37   | 30 | 9  | 10 | 11 | 36 | 39 | −3   |                                            |
| 9    | Uthai Thani              | 37   | 30 | 9  | 10 | 11 | 37 | 35 | +2   |                                            |
| 10   | Sukhothai                | 36   | 30 | 9  | 9  | 12 | 47 | 54 | −7   |                                            |
| 11   | Chiangrai United         | 36   | 30 | 11 | 3  | 16 | 33 | 51 | −18  |                                            |
| 12   | Rayong                   | 32   | 30 | 8  | 8  | 14 | 41 | 59 | −18  |                                            |
| 13   | Nakhon Ratchasima        | 32   | 30 | 7  | 11 | 12 | 36 | 57 | −21  |                                            |
| 14   | Nongbua Pitchaya (D)     | 27   | 30 | 6  | 9  | 15 | 37 | 62 | −25  | Liga 2 de Tailandia                        |
| 15   | Nakhon Pathom United (D) | 23   | 30 | 5  | 8  | 17 | 30 | 59 | −29  | Liga 2 de Tailandia                        |
| 16   | Khon Kaen United (D)     | 18   | 30 | 4  | 6  | 20 | 21 | 68 | −47  | Liga 2 de Tailandia                        |

Actualizado a los partidos jugados el 30 de abril de 2025.
 Fuente: Thai League Tables

### Resultados
| Local \ Visitante    | BKU | BGP | BRU | CRU | KKU | LPW | MTU | NPU | NRA | NPT | POR | PTP | RBM | RYN | STI | UTH |
| -------------------- | --- | --- | --- | --- | --- | --- | --- | --- | --- | --- | --- | --- | --- | --- | --- | --- |
| Bangkok United       | —   | 3–0 | 3–2 | 3–2 | 5–0 | 3–2 | 2–1 | 1–1 | 2–1 | 1–0 | 2–0 | 2–1 | 0–0 | 2–2 | 4–1 | 0–0 |
| BG Pathum United     | 1–0 | —   | 0–2 | 2–0 | 4–1 | 1–0 | 2–0 | 3–1 | 1–0 | 1–1 | 1–0 | 1–0 | 1–2 | 0–1 | 4–4 | 2–1 |
| Buriram United       | 4–2 | 1–2 | —   | 8–0 | 9–0 | 1–1 | 1–0 | 3–0 | 5–0 | 7–0 | 0–1 | 6–0 | 6–0 | 2–1 | 2–0 | 1–0 |
| Chiangrai United     | 1–2 | 1–0 | 0–5 | —   | 2–0 | 2–0 | 3–1 | 3–0 | 0–2 | 2–1 | 1–0 | 1–1 | 0–1 | 1–0 | 0–0 | 1–0 |
| Khon Kaen United     | 2–3 | 0–3 | 0–3 | 3–1 | —   | 0–0 | 2–1 | 0–0 | 0–0 | 0–1 | 1–2 | 1–4 | 4–7 | 0–1 | 1–1 | 0–1 |
| Lamphun Warriors     | 0–1 | 2–2 | 1–2 | 1–0 | 0–1 | —   | 1–5 | 1–1 | 3–0 | 3–3 | 3–2 | 0–0 | 1–0 | 4–1 | 1–0 | 1–0 |
| Muangthong United    | 2–1 | 1–1 | 1–3 | 2–1 | 0–0 | 1–0 | —   | 3–1 | 2–0 | 2–1 | 1–2 | 0–2 | 2–0 | 4–0 | 4–2 | 2–0 |
| Nakhon Pathom United | 0–3 | 1–4 | 1–3 | 2–1 | 2–1 | 0–3 | 2–4 | —   | 1–2 | 1–1 | 2–2 | 1–1 | 1–6 | 1–2 | 0–1 | 1–0 |
| Nakhon Ratchasima    | 1–1 | 1–0 | 1–5 | 1–4 | 3–1 | 1–1 | 2–1 | 0–3 | —   | 2–1 | 2–3 | 1–1 | 1–1 | 3–3 | 2–2 | 3–2 |
| Nongbua Pitchaya     | 2–3 | 1–1 | 0–4 | 0–2 | 6–1 | 0–0 | 0–0 | 2–1 | 1–1 | —   | 1–2 | 1–0 | 5–3 | 1–1 | 1–1 | 3–2 |
| Port                 | 0–0 | 1–2 | 0–0 | 5–1 | 1–2 | 2–1 | 1–1 | 2–0 | 4–2 | 2–1 | —   | 0–2 | 3–3 | 4–1 | 4–1 | 1–1 |
| PT Prachuap          | 2–4 | 2–2 | 1–2 | 2–0 | 1–0 | 2–1 | 5–0 | 1–0 | 2–2 | 4–0 | 0–0 | —   | 3–2 | 3–0 | 1–1 | 3–0 |
| Ratchaburi Mitr Phol | 1–2 | 4–1 | 3–2 | 1–0 | 2–0 | 1–1 | 1–0 | 2–3 | 4–0 | 4–0 | 2–2 | 3–2 | —   | 2–0 | 2–2 | 1–1 |
| Rayong               | 0–3 | 1–1 | 1–1 | 2–0 | 4–0 | 2–3 | 1–1 | 2–2 | 1–1 | 3–1 | 1–3 | 3–2 | 1–4 | —   | 2–1 | 2–3 |
| Sukhothai            | 1–3 | 1–3 | 1–2 | 3–3 | 1–0 | 4–0 | 1–3 | 0–0 | 1–0 | 5–2 | 3–2 | 2–0 | 2–1 | 3–1 | —   | 2–3 |
| Uthai Thani          | 0–2 | 1–1 | 0–0 | 3–0 | 0–0 | 1–1 | 1–1 | 2–1 | 1–1 | 3–0 | 1–1 | 3–1 | 3–1 | 1–2 | 3–0 | —   |

## Máximos goleadores
- Actualizado al 30 de abril de 2025.
| Rank | Jugador                    | Club                         | Goles |
| ---- | -------------------------- | ---------------------------- | ----- |
| 1    | Guilherme Bissoli          | Buriram United               | 25    |
| 2    | Chrigor Flores             | Buriram United / PT Prachuap | 17    |
| 3    | Muhsen Al-Ghassani         | Bangkok United               | 15    |
| 4    | Matheus Fornazari          | Sukhothai                    | 13    |
| 5    | Mahmoud Eid                | Bangkok United               | 12    |
| 6    | Baggio Rakotonomenjanahary | Sukhothai                    | 11    |
| 6    | Clément Depres             | Ratchaburi Mitr Phol         | 11    |
| 6    | Raniel Santana             | BG Pathum United             | 11    |
| 9    | Supachai Chaided           | Buriram United               | 10    |
| 9    | Stênio Júnior              | Rayong                       | 10    |
| 9    | Teerasak Poeiphimai        | Port                         | 10    |
| 9    | Njiva Rakotoharimalala     | Ratchaburi Mitr Phol         | 10    |